# Йохан Келерер
Йохан Келерер (на немски: Johann Kellerer) е австрийски и български градинар и ботаник.

## Биография
Роден е на 27 декември 1859 г. в Швац, Австро-Унгария. През 1895 г. при посещение в Университетската ботаническа градина в Мюнхен на княз Фердинанд е поканен да направи алпинеум в Царската ботаническа градина и в дворцовите имения. Пристига в България през 1896 г. като градинар. В периода 1922 – 1926 г. е инспектор, а след това до пенсионирането си през 1936 г. е директор на Царските ботанически градини. Умира на 5 март 1938 г. в София.

### Алпинеуми
През 1896 г. създава първият алпинеум на Балканския полуостров в Царската ботаническа градина срещу Ректората на Софийския университет. В 1900 г. построява малкия, известен като сенчестия алпинеум в парка „Врана“. Прави няколко скални групи в летния дворец „Ситняково“ (1890 – 1901), в двореца „Царска Бистрица“ и местността Враника около него (1901 – 1902), големите алпинеуми в парка „Врана“ (1903 – 1908), малкия алпинеум при двореца „Сарагьол“ (1914 – 1915), грамадният алпинеум в парка „Врана“ (1926 – 1927) – състои се от скалните групи „Пирин“, „Фердинандов връх“ и „Драгоман“.
Алпинеумите се отличават с посадените по тях растения. Включени са предимно реликтни, ендемични, редки и застрашени растителни видове. На големия алпинеум в парка „Врана“ са посадени Haberlea rhodopensis, Diosphaera rumeliana, Geum bulgaricum, Geum rhodopaeum, Daphne blagayana, Genista rumelica, Convulvus sündermani, Daphne cneorum, Edralianthus serbicus, Astragalus wilmutianus и др. Много от растенията са донасяни лично от Келерер, който заедно с Иван Буреш, Борис Стефанов и Борис Ахтаров придружават цар Фердинанд и цар Борис III по време на техните екскурзии по българските планини. Върху алпинеумите растат общо 15 000 екземпляра от над 3000 вида растения.
| „                | Само най-големите европейски ботанически градини, както тези в Dahlem – Берлин и Kew-Garden – Лондон, могат да си съперничат с Царските Келерови алпинеуми. | “ |
| Акад. Иван Буреш | |   |

## Приноси в Ботаниката
По материали събрани от Келерер е описан новият за науката вид Hieracium ferdinandi-regis. Описва растителният вид пиринска гъшарка (Arabis ferdinandi-coburgii).
На негово име са кръстени българските ендемити келерерова асинеума (Asyneuma kellererianum), келерерово великденче (Veronica kellererii) и келереров центрантус (Centranthus kellereri).
- Снимка с цар Фердинанд I по време на екскурзия в Пирин, 1914 г.
- Снимка с цар Фердинанд I по време на екскурзия, 1914 г.
- Снимка с българското царско семейство по време на излет.

## Памет
На Йохан Келерер е наречена улица в София (Карта).